# 旋風管家
《旋風管家》是日本漫畫家畑健二郎創作的日本漫畫作品。於小學館漫画雜誌《週刊少年Sunday》2004年到2017年期間進行連載。單行本全52卷。
2004年，作品前身「如疾風一般！（ハヤテの如く！）」在《週刊少年Sunday》首次登場，但內容惡搞綁架犯因「純愛手札遊戲基金」欠債，因為與事實不符而引起科樂美抗議；之後出版社小學館在《週刊少年Sunday》道歉了事。不過也因為具有話題性，小學館批准長期連載，成為作者第一套長篇作品。單行本到17卷的累積發行量1029万6千本。
2010年，台灣八大電視宣佈改編該作成真人電視劇。此計劃跟日本方面落實製作劇場版和準備電視動畫第2作一併納入2011年的發展大綱中。

## 故事簡介
公立高中一年級生綾崎颯，因為父母懶惰，每天都要打工養家。耶誕夜，他發現父母欠了一億五千六百八十萬四千日圓的債務，要販賣兒子器官來還債。颯被黑社會追殺，想辦法逃走。走到公園時，剛好遇上了一位少女。這時候，颯說了些令人誤解的話……之後颯突然變成救命恩人，又因為那誤會，正式被僱用為管家。這位「欠債管家」除了有保護大小姐的熱誠，還因為轉到貴族學校白皇學院而遇上一段段新舊關係……

## 登場人物

### 主要角色
綾崎颯（Ayasaki Hayate）
配音員－日：白石涼子／台：汪世瑋／港：郭碧珍（第1作）→姜麗儀（第2作）（Animax）、黃玉娟（TVB）
飾演者（凌奇颯）－胡宇崴、陳昱丞（童年）
出生：1988年11月11日（16歲 → 19歲，天蠍座）　身高：168cm　體重：57kg（體脂肪率個位數）　血液：A型
本作主人公。由於他的父母欠下一億五千六百八十萬四千日圓而賣了他的器官給黑社會，颯展開逃亡。途中遇上了凪，在誤會和巧合交錯下在綁架事件救了她。凪決定聘請他為管家，並代他先還清欠債。他要以管家的酬勞作還債，估計需要工作40年才可還清。父親、母親、哥哥現在下落不明。
極度不幸，但亦因此鍛煉出不平凡的身體。在日常職務中彰顯萬能，但對愛情相關的事顯得格外遲鈍「木頭人」，經常引起誤會。至今只承認與雅典娜有過戀情，但也找到了人生中另一位最想保護的人。
受三千院家資助入讀白皇學院，遇上了許多人和事。
後來在修業旅行中赢得一億五千萬四千日圓，償還了大部份欠債，但仍然繼續擔任管家一職。
在漫畫567話中凪永久失去遺產繼承權時，被凪解僱。
於漫畫最終話中和凪正式交往，成為情侶。
三千院凪（Sanzen'in Nagi）
配音員－日：釘宮理惠／台：龍顯蕙／港：賴芸芬（第1作）→羅婉楓（第2作）（Animax）、何璐怡（TVB）
飾演者（三千院芷）－朴信惠（配音：何依霈）﹑彭若儀（童年）
出生：1991年12月3日（13歲 → 16歲 ，射手座）　身高：138cm　體重：29kg　血液：AB型
三千院財閥的大小姐。性格是典型的傲娇，十分自我，相當挑剔，但在颯鼓勵下已有很大改變，跟同學與兒時玩伴多了交流。
據凪憶述，她的父親、母親因事故而去世，唯一的直系親屬是爺爺三千院帝、而表親則只有愛澤咲夜。凪因為從小就在各種各樣的領域接受英才教育，並且在白皇學園的跳級制度下，13歲便成為高校一年級生。升為二年級生時，與一年級生時一樣，和綾崎颯同班，學號為11號，班主任為桂雪路。是劍道部和動畫研究部的會員，其中前者為「幽靈會員」（經常不出席的會員）。她身为天才卻很懶惰，一般只為學分而偶爾回校，平日亦十分倚賴颯和瑪利亞。喜好電玩、漫畫、動畫、同人作品等御宅族文化。目標是做一位職業漫畫家，後因羡慕偶像兼朋友璐珈以及其它事而決定先挑戰同人誌。
因為凪是三千院家的遺產唯一繼承人，所以許多人都覬覦著三千院的家產，因此她的生命時常受到威脅。
為了讓小颯不必為難(對原因完全不知情但體會到小颯對如何對處理王玉的為難)，自己將「王玉（其正名為羈絆之石）」破壞（王玉為繼承財產的必要條件之一），由於在希臘時親自破壞了王玉，令自己已喪失遺產繼承權並被她的爺爺三千院帝趕出三千院家了，並由古拉斯帶她們搬遷到紫之館。其後，因為小颯重新找到了王玉給凪而重新成為遺產繼承人之一，並搬回三千院家大宅。在第567話中主動將遺產繼承權交予初柴翡翠，永久失去繼承權。動畫第4季則是取材整合原作故事，因此時間線不同，小凪沒有失去遺產繼承權。於最終話，凪正式與颯交往，成為情侶。
瑪莉亞（Maria）
配音員－日：田中理惠／台：馮嘉德（第1作）→詹雅菁（劇場版）→郭馨雅（第2作）／港：潘芳芳（第1作）（Animax）、曾秀清（TVB）
飾演者－李毓芬﹑陳詩穎
年齡：17歲　身高：158cm　體重：42kg　血液：O型
本名及出生日期皆不詳，因為於聖誕夜在聖母瑪利亞像被撿到，所以命名為瑪利亞，登記生日為12月24日。有著紅棕色的眼睛和棕色的長髮，並將頭髮束在後面，大部份時刻都穿著女僕裝（身穿深藍色長裙，黑色的襪子）。
三千院家的完美女僕，在這之前是凪的家教老師。全心服務三千院家，視眾人為家人。白皇學院歷年來最年輕學生會會長。雖然在三千院家的身分是女僕，卻也因為從小在三千院家成長，造成她缺乏金錢概念與庶民常識。
家事萬能，統領三千院全家。也擅長於不同的運動，比起小颯略勝一籌。最怕是廚房裏的黑色生命體。
有輕微腹黑傾向，連一些仰慕者都要忌三分。很在意別人對其年齡的看法，但又經常顯得成熟。很關注颯的感情狀況。
白皇學院跳級紀錄保持者。10歲入學13歲畢業，當予兩年的白皇學院學生會會長。三年成績第一名，獲有最優秀學生銀錶。
於第554話向凪辭去女僕工作，第558話給凪留下信（其實是颯、凪和瑪莉亞三人在第177話中拍攝的合照）後默默離去。
於最終回補足篇中得知在離開凪的幾年後又重新地回到了原本曾與凪一起住但已經廢置的別墅中，從其口中透漏可能要去與凪還有綾崎颯見面。
於設定集被廢棄的設定之中，她是綾崎颯同父異母的姊姊。
在作者另一作總之就是很可愛短暫登場，借出廢置別墅給御伽女子高中拍攝動畫，以劇情推斷，別墅很大機會瑪莉亞是全權擁有
桂雛菊（Katsura Hinagiku）
配音員－日：伊藤靜／台：姚敏敏（第1作）→詹雅菁（劇場版）→錢欣郁（第2作）／港：鄭佩嘉（第1作）（Animax）、黃紫嫻（TVB）
飾演者－李依瑾
出生：1989年3月3日（15 → 16歲，雙魚座）　血液：O型　身高：161公分　體重：45公斤　喜歡：吃咖哩和牛肉餅
與颯與凪同學年。一年級就當上白皇學園高中部的學生會長，兼劍道社社長。與擔任教師的姊姊有著完全不同的生活宗旨。性格死不認輸，跟凪不相伯仲。
喜歡颯，但礙於自己的形象及與對方各種誤會，多次沒法表白。因和步屬過來人，所以後期感情很好。於最終話終於鼓起勇氣向颯表白。
運動神經很好，功課也無話可說。個性有如男孩子般帥氣，所以情人節時常常收到一大堆女生送的巧克力，白色情人節又會變成回禮的人。弱點為懼高症，曾因感情事而短暫克服。
在黃金周事件時接收了雅典娜的白櫻，並且得到白櫻的認主，將其用上時能發揮出伊澄和雅典娜級別的戰鬥力。
認識雅典娜，和雅典娜有段時間很要好，但目前雙方關係已疏遠。目前暫住在紫之館的202號房間當中。
目前是旋風管家的超人氣角色，三次人氣投票都是第一，得票數都超越第二名近倍。
在2009年的ISML奪下紅寶石以及冠軍。
天王州雅典娜（Tennōsu Atene、Ātan）
配音員－日：川澄綾子／台：龍顯蕙（第1作）→許淑嬪（第2作）／港：梁少霞（TVB）
飾演者（費歐娜）－李毓芬﹑陳詩穎（童年）
出生：1987年11月30日（17歲，射手座）　血液：AB型　身高：151cm
颯的青梅竹馬，也是奪去了颯的初吻的女角色。似乎擁有神奇的力量，在皇庭中激發起颯體內異能的人。小雅是颯對她的稱呼。
天王州家的大小姐，现任白皇学園理事長之一，颯能夠就讀白皇某程度上也是念在她和颯舊識之情。
住在「王族的庭城」，是原本只有一個人住的神祕空間。十年前跟三千院帝合作打開通往「王族的庭城」的道路，當時她父親的去世打開了道路，患上絕症的她使用王玉許願得醫治以繼承家業，結果被困在「王族的庭城」中。
後來颯來到時挽留了他。對颯十分的愛護，但因為給颯的約定戒指遭颯父母拿去典當，曾不惜一切讓颯不要回到父母身邊（因為自己出不去），最終抱憾分離。其後即時被從颯手中拿到王玉的戰救出，戰在此後一直失踪，也曾想過回到庭院調查戰是否安全的出來。而雅典娜和颯也到了黃金周事件時才再次見面。
颯表明雅典娜是他最喜歡的人，是唯一被承認的女朋友。但雅典娜察覺到颯當上管家後對凪的感情，所以決心與他正式分手。然後又决定回日本。其實兩者明確說明十幾年前是互相喜歡，兩者還沒有表示現在是否還喜歡，這樣看來雅典娜是現在還是喜歡颯。至於凪是颯的救命恩人，颯曾數次起誓要永遠守護凪。
颯也有說過目前的他沒有權利能選擇跟誰在一起。
第300話後喪失了「天王州雅典娜」的力量和部分記憶而成為小孩子的模樣，由於「天王州雅典娜」信任小颯所以依附他並且需要借助白櫻之力恢復力量，因此以愛麗絲的假名與雛菊暫時住進紫之館三個月。後來證實是三千院帝給她沒有光輝的王玉，因其詛咒而變小。
在颯正尋找調味料（傳說中）時，遇上颯的哥哥戰，因白櫻之力而暫時恢復力量和記憶，並因戰喪失記憶，而使用力量召喚出許多鎚子，打算使他恢復記憶。後來變回小孩子。
要永久解除詛咒只能破壞該塊王玉，最後王玉受到初柴翡翠破壞，讓她回復了自己的身形和力量。
目前也是可以看見神父的人。
為三千院凪的原型。
西澤步（Nishizawa Ayumu）
配音員－日：高橋美佳子／台：馮嘉德（第1作）→許淑嬪（劇場版）→郭馨雅（第2作）／港：潘芳芳（第1作）（Animax）、鄭麗麗（TVB）
出生：1988年5月15日（16歲 → 17歲，金牛座）　血液：A型　身高：162cm　體重：47kg
就讀於潮見高校，小颯以前的同班同學，和其他身份都是大小姐的女角相比是個普通人。較擅長歷史並非常感興趣。對不知道的東西積極樂觀，待人真誠。
暗戀小颯，第一次對他告白卻被婉拒，但並沒有因此放棄。第二次則在情人那天把真心巧克力送給了他，是女角中少數有真正傳達心意的人。和小颯第一次見面時是當時在某個斜坡騎腳踏車時煞車失靈時整個人在空中被小颯抱住。
因為小颯轉入白皇而結識了不少貴族的朋友。認識雛菊後在種種的因緣際會之下和她成為好朋友。即使之後兩人的關係成為情敵，其兩人之間的友情因為種種事件反而更深厚。
第一次與凪對峙時背景的守護靈是隻倉鼠（凪是龍）因而惨败，並得到「倉鼠」的绰號，兩人為標準的情敵兼死對頭的競爭關係。但在去下田旅行的途中，救過小凪一命而成為朋友。即使如此兩人之間還是常常鬥嘴，但在希臘之旅過後小凪也慢慢對她打開了心扉。後來眾人在生日當天幫她辦了驚喜的慶生派對。
曾經和小颯、凪、雛菊在同一間咖啡店打工。
因為又有一位新情敵（琉加）出現而為了能有更多時間見小颯而說服了父母而入住了紫之館入面當租客。
和琉加一起誤以為千櫻喜歡小颯，並以為對小颯告白的千櫻失敗了（若無其事）但也在小颯裝沒有不開心的樣子十分厲害，但其實認為千櫻內心十分痛苦，因此十分同情千櫻。
在颯絕望意識封閉時進入他的內心，雖然不捨得對颯的感情，但仍鼓勵颯改變未來—即使那個未來沒有她存在，最後送上告別一吻離去。而颯受到她的鼓勵後從意識中蘇醒。
水蓮寺琉加（配音員－日：山崎遙／台：龍顯蕙（劇場版）→雷碧文（第2作））
出生：1989年1月8日（16歲，摩羯座）　血液：A型　身高：149cm　体重：33kg
在漫畫371話中得知不喜歡吃紅蘿蔔、蘆筍及青椒。和因自身平時有偶像的工作，所以不斷食可以快速進食的食物。
小時候父母砸下重金訓練她成為偶像，希望自己開的一間小小的演藝事務所能夠打敗大型的經紀公司。然而，因為訓練的費用十分昂貴，琉加瞞著父母去參加了試鏡，進入了大型經紀公司。父母因此感到沮喪，丟下一億五千萬的債務離開了。
琉加目前是一位當紅偶像歌手，也擁有天然呆的性格，但有時也能表現的相當幽默風趣，能快速的跟凪縮短情感上的距離。意外地也是ACG迷。
在從事偶像工作之餘也有在畫同人誌，屆時會配上古怪的裝束。黃金週最後一天的同人誌銷售會場，千櫻買了她第一本同人誌，從此兩人成為好友，千櫻亦提到她會是凪在漫畫家路上的競爭對手。
情況跟颯非常相似。愛逞強不服輸的個性，令她可捱着傷痛完成工作。跟颯一樣常捲入不幸事件當中。其演唱會給眾人一場不錯的邂逅。不想讓演藝圈上的上司知道自己在畫漫畫，也因為兼顧漫畫和偶像工作過於勞累而倒下過。被小颯看過及幫助受傷的自己換衣服以及曾和小颯一起洗澡，因此讓小颯看過多次裸體。
因為認識小颯時是穿女裝，而誤以為他是女性一段時間，過了一陣子之後終究發現了他的真實性別。發現小颯真實性別時曾對他要求「有朝一日實現我的一個願望」。事實上對小颯仍然抱有好感，在漫畫367話中與雛菊的對話裡可獲得應證。
在6/12日的同人誌銷售會中因為同人誌全都賣出去了，再加上自己本身又身為偶像，讓自己以為是特別的大小姐覺得兩人的差距太大而怒吼。
由於畫漫畫的事被上司知道後遭到禁止而離家出走，其後居住在紫之館的103號房間，公司方面就對外說是因為是身體不適而入院調養兩週。
住進紫之館後原本打算對小颯告白，但是被西澤以種種不同的理由（例：公寓裡面從雅典娜（幼女）→凪→千櫻→雛菊→瑪莉亞（熟女）各種美少女小颯都沒出手過）說服小颯不會接受任何女生的告白而暫時放棄等候時機。現在和西澤一起以為千櫻喜歡小颯，在此之上誤會千櫻告白失敗，對其仍能在小颯裝沒有不開心的樣子認為十分厲害，但又覺得千櫻內心當十分痛苦，因而對她感到同情。
在因疲勞而外出休養其間主動與颯接吻並表白，其後向凪提出如果自己在同人誌比賽獲勝，颯的1億5000萬欠款改由自己承擔，即令颯變回自由身，其後更提出與颯結婚。
後來了解到颯並非因為欠款而願意在擔任管家的工作，在比賽故意留著一本同人誌不賣，令凪獲勝。在東京灣煙花大會中，在颯的口袋裏留下寫著「永別了」的字條後消失。後在第533～534話中因為雜誌中對她的緋聞戀情，而短暫出現向颯解釋，及也以偶像的身份在舞台上表演現身。
動畫第2作取材原作重新編排，更動時間軸和背景設定。住過紫之館，現從事偶像活動，同經紀人要小颯換女裝。
在作者另一作總之就是很可愛內電視綜藝節目短暫登場

### 三千院家成員

#### 日本宅邸
克勞斯 / 倉臼征史郎（Klaus（Kurausu Seishirō））
配音員－日：三宅健太／台：陳宏瑋（第1作1季）→梁興昌（第1作2季）→宋克軍（劇場版）→吳東原（第2作）／港：陳旭恆（第1作2季）（Animax）、朱子聰（TVB）
飾演者（柯老夫）－朱德剛
出生：1946年4月18日（58歲，牡羊座）　血液：A型　身高：181cm　體重：80kg（肌肉非常發達）
三千院家的總管家，是小颯的上司。喜好是車子、摩托車、甩尾；弱點則是菸、酒、女人。本名是倉臼征史郎，是個一板一眼的日本人。身為三千院家的總管，應該是位了不起的人物，但作者為了不要讓讀者有那種感覺，而把他設定成一個讓人摸不透的角色。事實上，他認識瑪莉亞的時間比小凪還久。說到球球第一次登場的時候，克勞斯從床底下跑出來的橋段，還讓讀者以為他是個變態總管，其實這不是作者的本意。後來出場的次數漸漸少了，而那是因為職責所在，要留在家看家的緣故。
總是會藉機想炒颯魷魚，但卻都沒成功，甚至差點讓自己也被炒魷魚。
由於小颯的關係所以凪跟瑪利亞都時常忽略他，在漫畫第16集變成生靈說出了此怨恨。
30年前就已在三千院家當管家，負責照顧紫子，年輕時長的很帥。凪發現他收藏了一張紫子當時17歲的泳裝照片。
因一場誤會而喜歡女裝小颯，因為這原因所以被當成變態。
黃金週因為護照被球球燒掉而去不了希臘。在小凪失去遺產繼承權時又被三千院帝限制不能跟著凪一起離開三千院家。之後將紫子「給」他的公寓還給了小凪讓他們居住，正式分道揚鑣。
球球（Tama）
配音員－日：小杉十郎太／台：李世揚（第1作）→吳東原（第2作）／港：李建良（第1作）（Animax）、何承駿（TVB）
大小姐收養的巨「貓」寵物。喜好是小凪、瑪莉亞；弱點是姬神。
小時候在非洲被凪撿到而帶回家當寵物，實際上是隻會說人話的白老虎（漫畫中曾暗示可能是鷺之宮家的人使球球會說話、看字）。
為了維護包括凪與瑪利亞在內女性的少女情懷而從沒在女生面前說過話，卻在身為男生的颯與亘面前「大放異彩」。不喜歡颯經常討好主人。很喜歡說別人壞話。
持有多種專業技能證書。
白野威來了之後，一開始對牠充滿敵意，可是在一次要追牠想把牠趕出去，但和牠在一次意外中產生了「情誼」，目前兩隻「貓」相處地還算融洽。
後來隨著小凪失去遺產，牠亦被小颯送到紫之館，但由於有房客會將牠誤認老虎的疑慮，目前只能藏身在紫之館的103號房間，直到白天大家都出去的時候才能自由活動，但是自從琉加和西澤也住在紫之館所以紫之館就沒有位給牠住而颯這時就安排了在一樓澡堂上方二樓隱蔽的地方儲藏室給牠和神父住。
能夠看到神父。
※台灣和香港Animax在配音及字幕都譯作「球球」。TVB配音方面，翻譯作「波波」，字幕則依漫畫版用「球球」，香港地區觀眾指，「波波」較符合粵語的口語，「球球」則為依現代漢語書寫的書面語。
白野威（Shiranui，配音員－日：阿澄佳奈）
雛菊撿到的貓，後來交給小颯扶養，成為三千院家的寵物。
額頭上有十字傷，看起來是一隻十分可愛，人畜無害的黑貓，卻好像有陰險的一面。
額頭上的十字傷不禁讓人猜想他跟綾崎戰有什麼關係。

#### 本家
三千院帝
配音員－日：西村知道／台：李世揚（第1作）→吳東原（第2作）／港：招世亮（TVB）
飾演者（帝老爺）－陶傳正
凪的爺爺，也是她唯一的親人，三千院家的家主。個性奇異，有點好色，喜歡在瑪麗亞面前撒嬌，但不被凪尊重，他交給了小颯、愛歌、金庭「王玉」，小颯小時候想像的聖誕老人也與其非常神似（後在435話間接證實就是本人）。白皇五位理事之一。
由於交給小颯的王玉被凪親自破壞，曾經將凪趕出三千院家（直到颯「撿得」王玉令凪重新得到遺產繼承權）。
想奪取王族之力。十年前從紫子手中得到九顆王玉，直到他遇到了姬神才知道有關王族之力以及王城的事，自此之後就以進入王城為目的研究，利用瑪利亞、雅典娜等人嘗試打開通住王城的道路（最後自己進不了去）。他本人曾問過雅典娜關於王族之力的資料，但只知道距離王城崩潰還有四個月時間。
三千院紫子
配音員－日：皆口裕子／台：汪世瑋（第1作）→錢欣郁（第2作）／港：劉惠雲（TVB）
飾演者－朴信惠（配音：何依霈）
享年28岁，12月23日生，血型AB型，身高152cm，体重40kg。
暱稱「小紫」。除了唱歌以外的事情都不擅長，然而卻擁有很強運氣，曾在拉斯維加斯機場的吃角子老虎機中贏很多過。在去世前凪曾經對她發脾氣，但來不及和好就去世。在下田之旅曾出現在小颯的夢境中將凪託付給他，旅行的最後凪在她的墓前對她介紹她的新管家小颯。雅典娜曾經提到過她找到王族的庭院的入口和自然而然地避開了一切機關的人，像是被神選中的人。被嫌疑為盜走王族之力的人。
曾在米科諾斯島的寶物庫玩捉迷藏的時候發現十二顆「王玉」，紫子本人、鷺之宮初穗和橘美琴各保留一顆，其餘九顆當了作禮物送了給三千院帝。
在第567話中暗示她曾為凪許願希望「在小凪最需要幫助的時候呼喚羈絆最深那人的名字，無論過去未來，都能像疾風一樣來到她身旁。」
在動畫第3-4作化身成黑椿的浣熊。

#### 其他
SP隊長（配音員－日：川上貴史／港：馮錦堂（TVB））
SP隊員（配音員－日：大須賀純（第1作1季）→相馬幸人及佐佐木啓夫（第1作2季）／港：何承駿（TVB））
在凪身邊擔任護衛工作的人們。他們每個人都有一個代號（隊長是SP001），雖然他們總共有約2000人，但是凪能夠記得全部人的樣貌和代號。
森林妖精（配音員－日：日野聰、四宮豪／港：黃啟昌、招世亮（TVB））
在三千院家的遊樂場「凪凪樂園）」內出沒的道具妖精。
姬神茜
配音員－日：岩田光央／台：陳宏瑋／港：何承駿（TVB）
演員（季神）－唐國忠
前三千院家管家，出生日期、年齡和血型皆不詳。動畫版中登場時都帶著有一目圖案的面具，且經常稱自己是謎之英雄Princess God（姬神兩字直譯）。是個喜歡站在高處，喜歡吃香蕉，毫無上下級觀念的神秘角色。據說姬神被解僱的原因與他想搶奪王玉有關，曾經透過三千院家的奧義書中學會奧義，但是經常造成大型的破壞令瑪利亞很困擾。曾對小颯說過有人打他就要打回去是他的美學。
過去因為得到了『王族之力』試圖奪取王玉（小颯戴著的項鍊）因而被解僱離開了三千院家。可能與雅典娜家裡的『王族之力』被奪走（庭城中的棺材），導緻雅典娜從庭城出來後無法回去有關係。在紫之館二樓設有結界的儲藏室裡有著跟庭城一樣的棺材中放著殘缺的照片，被伊澄撿走之後讓咲夜確認照片中的人是姬神小時候的樣子後燒毀，詳細原因不明。
離開了三千院家後轉而投奔初柴翡翠並成為她的管家，協助其奪取『王族之力』。
喜歡紫子。曾經使用『王族之力』許願。為了讓紫子傾心於自己，初次見面就以自己50年生命交換許願，但後來和紫子約好：「假若紫子能夠進入王城，希望她能許願把自己所許的願全部作廢。然後他再去救出因為在王城許願而不能離開王城的紫子」，最終紫子某程度上兌現了承諾（紫子許的願望是希望神明未來從王城解放的時候，將姬神用掉50年的生命還給他）。
當初許的願望似乎是「讓右手變成正義的伙伴般的火箭飛拳」

### 凪的青梅竹馬
愛澤咲夜（Aizawa Sakuya）
配音員－日：植田佳奈／台：汪世瑋（第1作、劇場版）→郭馨雅（第2作）／港：潘芳芳（第1作）（Animax）、朱妙蘭（TVB）
生日：4月3日（13 → 14歲，牡羊座）　血液：AB型　身高：142cm　体重：31kg
喜好是搞笑、照顧人、騎馬；弱點是不懂幽默的人、食用納豆的生命體。
三千院家的表親戚，愛澤家的長女。關西人，性格爽朗，愛好是說笑話以及吐槽，常用的武器是紙做的摺扇。在常識上和態度上完全看不出大小姐的架子。
目前也是可以看見神父的人。
凪的表姐和青梅竹馬之一，是認識小凪最久的人。常常去找她玩，也常常關心她。本來取得白皇的跳級資格，不過她把資格讓給了橘亘，目前就讀於其他學校。經常作為他人的拍擋。
當初只是要颯做她的相聲拍檔，不過在她14歲生日提出希望能叫颯做「哥哥」，最終因尋找凪而不了了之。
在因緣際會之下認識了千櫻，為女性生活的需要而請她擔任自己的專屬女僕。而愛澤家幫助過霞家，因此咲夜和霞愛歌也相互認識。
後來橘亘的出租店呈赤字時以一億元作為擔保使其免於倒閉。
在作者另一作總之就是很可愛登場幫由崎夫妻拍照
※日文裏的字，在台灣配音方面讀作「ㄒㄧㄠˋ」，字幕則翻譯作「笑」或「踍」（兩者都曾出現）。香港Animax把「咲」字翻譯作「笑」；TVB則沿用「咲」字，讀作「笑」（粵拼：siu3）。
鷺之宮伊澄（Saginomiya Isumi）
配音員－日：松來未祐(已故)／台：姚敏敏（第1作）→許淑嬪（劇場版）→雷碧文（第2作）／港：潘芳芳（第1作）（Animax）、陸惠玲（TVB）
飾演者（端木澤語）－寺唯宏正
生日：9月24日（13歲，天秤座）　血液：O型　身高：144cm　體重：30kg
小凪最要好的朋友兼青梅竹馬之一。出生於抓鬼的家族，並繼承了家族的「血繼限界」，是位擁有強大的靈力的光之巫女。以前曾失去自己的力量，幸虧靠吸小颯的血恢復了。一旦力量消耗過度，髮色會暫時性的變成白色。
目前和小凪和橘亘是同屆的白皇學院高中生。由於認為無論是穿普通的衣服，又或是學校的制服，均會讓她感到很難為情，所以一直無視校規以和服造型上學。在動畫第二季的第八話中，以「想成為受小猫喜歡的女孩」為契機，在兆夜的建議下改變造型，首次穿著便裝登場。為橘亘的暗戀對象（過去）。
性格是天然呆，也是個路癡，其程度已超越了空間的限制。因為家人更痴呆而自以為是個很精明的人。不過在找有靈力的東西卻意外的有方向性，偶爾也會提出有建設性的主意。
是唯一可以看懂小凪的漫畫作品的人，在談論接下來的劇情時總會跳到另一層除了小凪以外無人能理解的層次。
會繼承家族在東京都地區擁有龐大的產業。
對颯有好感，因為颯像自己崇拜的英雄秋塚。但也知道小凪對小颯的感情，就默默支持他們。
但當王玉被發現時（颯正爭奪王玉時），卻偷偷破壞，原因不明。推測跟雅典娜有關。
現在因受到咲夜的拜託，保護琉加在紫之館居住時不會傳出醜聞及不會成為跟蹤狂的受害者，而去了紫之館做警備員，現在把在2棲放了王族「王族的庭城」既棺材的房間變為自己的住所及警備室。
招式有「八葉六式‧擊破滅卻」、「建御雷神」、術士‧八葉的奧義「上卷‧神式七代」、「強制轉位之法」、與神式七代相當的「別天津神」和最終奧義「大神」，其實力在使用法力的人中也是頂尖的，貌似在雅典娜出現前從沒有輸過。
橘亘（Tachibana Wataru）
配音員－日：井上麻里奈／台：馮嘉德（第1作）→許淑嬪（劇場版）→郭馨雅（第2作）／港：鄭佩嘉（第1作）（Animax）、林丹鳳（TVB）
飾演者（鞠宣）－邵翔﹑蘇品傑（童年）
生日：8月30日（13歲，處女座）　血液：AB型
橘氏集團的大少爺，兼唯一繼承人。橘氏集團娛樂部門「V橘影帶出租店」的新宿總店店長。橘氏集團因為金融風暴以致生意額大減，加上經營不善，業務不斷逐一倒閉，最後只淨下影帶出租店。
平時亦住在橘亙氏集團東京新宿的總公司大樓裡。
小凪的青梅竹馬之一，亦是她的未婚夫，婚約是由雙方家長訂下。其父母為了三千院家的財產而提出婚約，雖被安排入贅三千院家，但其實真正喜歡的人是伊澄，因此與凪同樣地都想跟對方解除婚約。
由於咲夜将跳級資格讓給了他，目前他也是與小凪同屆的白皇學院高中生。也因為如此，他常常在咲夜面前抬不起頭來。
個性看似不易相處，其實他是個非常積極的人。為了復興家業，立志要靠影視出租店賺錢並超越三千院家（這樣才能解除婚約）。除了小凪會委託小颯去店裡借DVD以外，步一家也是店裡的常客，亦與小亘認識。
在動畫研究社中被三人組掛名社長的頭銜。
受咲夜邀请，利用黄金周与沙希一起前往拉斯维加斯及科罗拉多大峡谷等地旅行，因而見到自己的母親橘美琴並從她那裡接收了王玉，揭示了一些神祕關係。
回國之後不久出租店的營收呈赤字狀態，咲夜原本以一億元擔保借給小亘，小亘為了專心經營影視出租店，決定在五月底從白皇學院退學，並在那之前告訴伊澄對她的感情。
在作者另一作總之就是很可愛作為由崎夫妻的房東
※日文裏的字，台灣Animax翻譯作「寰」。香港Animax把「亘」字翻譯作「亘」；TVB則翻譯作「亙」，讀作「梗」（粵拼：gang2）。
貴島沙希（Kijima Saki）
配音員－日：中島沙樹／台：龍顯蕙（第1作、劇場版）→錢欣郁（第2作）／港：郭碧珍（第1作）（Animax）、曾佩儀（TVB）
飾演者－馬世莉（莎莎姨）
生日：6月17日（20歲 → 21歲，雙子座）　血液：B型
橘亘的女僕。不說話時看似是個能幹的女僕，但事實上卻是個容易出錯的傻大姐。
其祖母貴島麗曾在徬徨無助的時候接受橘家主人橘圓京的收留，並開始在橘家擔任女僕。
很在意橘亘，曾經一度因為橘亘對她漠不關心而一氣之下跑去相親。黃金週和橘亘受咲夜去了拉斯維加斯，加深了主僕之間的情懷。
黃金週過後因為店裡的營收呈現赤字狀態，曾經有一度想去找工作的念頭。
在作者另一作總之就是很可愛作為由崎夫妻的房東助手
初柴翡翠
凪的青梅竹馬，三千院帝妹妹的女兒，三千院凪的表姨母。
三千院家遺產另一名繼承人。
能夠不擇手段甚至捨棄性命來達到自己的欲望。（包括三千院家的遺產、以及王族之力）
第567話從三千院凪取得遺產繼承權離去。

### 白皇學院

#### 學生會
瀨川泉（Segawa Izumi）
配音員－日：矢作紗友里／台：馮嘉德（第1作）→許淑嬪（劇場版）→雷碧文（第2作）／港：郭碧珍（第1作）（Animax）、楊善諭（第1作1季）、陳皓宜（第1作2季）（TVB）
出生：1988年6月21日（16 → 17歲，雙子座）　血液：A型　身高：157cm　體重：44kg
全日本最大電氣公司董事長瀨川家的女兒，有個雙胞胎哥哥兼管家——瀨川虎鐵。
學生會的委員長，也是與颯同班的班長。被學級委員長美希稱為「委員長小姐Red」。自稱戰隊紅。稱呼綾崎颯為「阿風」。
隸屬社團為動畫研究社。笑聲「にはは〜」。曾在颯與雪路面前自爆自己有特殊喜好（被虐待），常常被美希和理沙捉弄。
颯在小時候曾經救過她，為了答謝颯所以親了他，也曾承諾長大後當他的新娘。
之前被父親「罰」穿女僕裝時被前來還手機的小颯等人撞見，牽連了許多人。
曾經被美希和理沙開玩笑說她喜歡小颯，本人對其感覺亦不太清楚。雖然曾隱約想起小時候的事，不過還沒有真正確定當時救她的人是颯。
曾被小颯看過全裸。
基於自己是3人中的成績最低，所以原本打算找雛菊來幫自己補習，但因為雛菊的補習太嚴厲，所以就由小颯幫手，之後就在漫畫351話中，和小颯一起，兩人度過了自己的生日。
花菱美希（Hanabishi Miki）
配音員－日：中尾衣里／台：姚敏敏（第1作）→詹雅菁（劇場版）→許淑嬪（第2作）／港：潘芳芳（第1作）（Animax）、張頌欣（TVB）
飾演者（美希）－方志友
出生：1988年9月9日（16歲，處女座）　血液：AB型　身高：151cm　體重：42kg
政治家的女兒、前總理的孫女。學生會的副委員長，也是與颯同班的副班長。自稱「冷酷參謀·副委員長BLUE」。稱呼綾崎颯為「阿風」。
隸屬動畫研究部。擅長調查，曾經調查過颯的身世。由於雛菊小時候教訓了欺負她的男生，因此對雛菊有愛慕之意，時常關注，卻也喜歡做帶給她困擾的事情。個性冷酷毒舌。常常和理沙捉弄小泉。
朝風理沙（Asakaze Risa）
配音員－日：淺野真澄／台：龍顯蕙／港：賴芸芬（第1作）（Animax）、劉惠雲（TVB）
出生：1988年7月13日（16歲，巨蟹座）　血液：O型　身高：167cm　體重：48kg
神社祭司的女兒，家裡有一套巫女服裝。學生會的風紀委員，也是與颯同班的風紀長，自稱「風紀委員Black」。稱呼綾崎颯為「阿風」。
隸屬社團為動畫研究社。常常和美希捉弄小泉。中性臉孔，說話語氣亦偏向男性。
三人娘中唯一和男性接過吻
在單行本44附頁自稱那就是聲優！作者 因原作是聲優淺野真澄本人，畑健二郎作畫
霞愛歌
配音員－日：加藤英美里／台：龍顯蕙（第1作1季）→馮嘉德（第1作2季）／港：林芷筠（TVB）
出生：1987年10月19日（17歲，天秤座）　血液：B型　身高：160cm　體重：43kg　
家庭成員除了雙親外還有名未婚夫。
白皇學院學生會副會長，是王玉的擁有者之一，腹黑性格，有一本弱點筆記本專門紀錄他人的弱點或糗事。
為愛澤家的親戚，愛澤家對她家有恩，名字中的愛字由此而來，因此也和咲夜相互認識。在咲夜生日當天前去參加慶生會時發現了千櫻在愛澤家當女僕的事實並記錄在弱點筆記本上，在千櫻拜託她保守秘密之下目前只有愛歌知道這件事。
當初推薦雛菊當會長的人也是她，雖然知道雛菊是很有能力的人，但真正推薦的原因正是因為雛菊有懼高症這個弱點。
因為體弱多病而留級一年，在學期初的高尾山健行在意外之下與橘亘間接接吻。
和天王州雅典娜疑似除了學生會副會長和學院理事長的關係以外，還知道她的身世。
春風千櫻
配音員－日：藤村步／台：馮嘉德（第1作1季）→龍顯蕙（第1作2季）→許淑嬪（劇場版、第2作）／港：沈小蘭（TVB）
出生1988年8月30日，16岁，身高158cm，体重45kg，血型A型。
白皇學院學生會書記，平時給人印象是固執，實對ACG商品很有興趣。在漫畫371話中得知喜歡吃桃子。目前兼職到愛澤家經營的咖啡廳打工，和咲夜因緣際會之下成了她的專屬女僕，扮成女僕後她整個人就變得很有活力。由於這份工作和她在學校嚴肅的形象差太多，因此不想讓人知道，不過在咲夜生日那天這件事卻被霞愛歌發現了。可能對小颯有好感（請見漫畫371話）。
雛菊叫她「櫻子（ハル子）」，而泉則叫作「小千（ちーちゃん）」。作為咲夜的專屬女僕時叫「小櫻（ハル）」。
由於和小凪都對ACG界有共同興趣而起了交流，但也常常因為著眼點不同而吵架。之後因為雙親想和朋友在夏威夷開火鍋店（牛雜火鍋），但又沒有經驗而在家用瓦斯爐做煮牛雜火鍋的練習，結果把家所燒掉（請見單行本的第26集），所以租了紫之館的201號單位（請見單行本的第26集），與小凪的互動也開始增加。現在住在紫之館的201號房間，住進後拜託咲夜守住擔任女僕的秘密。
現在經常禁止小凪玩15歲以上的遊戲，因此現在經常幫小凪玩遊戲。
千櫻應該也是能看見神父的人，因在漫畫287話中能聽見颯和神父的對話。
知道小凪有在畫漫畫後，提到了琉加可能會是她以後的競爭對手；另外在小凪對於自己離真正漫畫家的距離感到遙遠而失意時，為了幫她打起精神，請她一起去之後的同人誌銷售會幫忙。
由於問過小颯如果有人喜歡你對你告白會如何回答的問題，導致之後也問了一樣問題的琉加誤解了小颯的回答「剛才千櫻也問過我（日語的歧義可翻譯成千櫻剛才也說過喜歡我）說實話有點困擾呢。」，目前西澤和琉加同時都誤會成千櫻對小颯表白失敗了，也能在小颯面前裝出什麼事也沒發生的樣子，但內心一定很難受而被兩人以同情的視線中，事實上什麼都沒發生。
因為喜歡閃電霹靂車中的加路·蘭度，因此被小凪及琉加認為是喜歡金髮大少爺以及是正太控。
在作者新作總之就是很可愛中在卡拉OK担任侍應生。

#### 其他學生
瀨川虎鐵（Segawa Kotetsu）
配音員－日：四宫豪／台：梁興昌／港：李凱傑（TVB）
出生：1988年6月21日（16歲，雙子座）　血液：A型　身高：182cm　體重：65kg
瀨川家的管家，也是瀨川泉的雙胞胎哥哥，接受管家教育而當妹妹的管家。
鐵路迷一名，在漫畫版內曾於三千院凪到下田溫泉區旅行期間，在伊豆急行的伊豆急下田站內拍攝伊豆急2100系「黑船電車」。
他對愛情有所堅持，但性格不吸引人。在女兒節慶典時迷上被強迫穿上女裝的颯，從此對颯無法忘懷，不停對其展開同性戀的追求。結果是不停被意圖殘殺。
本身能力不俗，認真時能和颯打出一段均勢。很抱怨沒人為他設想，但仍忠於受人囑目的妹妹。
現在是留級一年。
東宮康太郎（配音員－日：佐藤利奈／台：姚敏敏／港：張裕東（TVB），演員－黃鐙輝（康太郎））
1988年6月24日出生，16歲，身高165cm，體重52kg，血型A型。
東宮家的少爺，個性軟弱，但常又會裝模作樣，因此常被野野原修理一頓。暗戀雛菊，但告白都失敗。
曾苦練絕技去打倒小飒，但因打鬥不是強項，所以以花繩去挑戰，但因為管家是萬能的而失敗了。
2年级开始，和大小姐以及小飒是同班同学。會畫漫畫的一些技能，目前擔任漫畫家足橋剛治老師的助手。屬性是松鼠，不知為何和西澤有敵對意識。
野野原楓（配音員－日：小西克幸／台：李世揚／港：李凱傑（TVB），演員－博焱（袁野風））
1986年8月12日出生，18歲，身高178cm，體重72kg，血型A型。
東宮家的管家，表面嚴肅，但內心卻很溫柔，對東宮的教養更是非常嚴格。超必杀技是「超爆裂炎冥斩」，唯一的弱点是其必杀技蓄力时间很长，因而造成破绽。
已经从白皇高中毕业，前往英国进行管家进修的留学。
大河內大河
配音員－日：中島沙樹／台：馮嘉德／港：林芷筠（TVB）
飾演者（何大河）－曾子余
出生：1994年9月29日（10歲，天秤座）　血液：B型　身高：125cm　體重：25kg
大河內家的少爺，就讀白皇学院的小學部。非常尊敬管家冰室，經常在冰室的後方替他灑花瓣。
冴木冰室
配音員－日：鳥海浩輔／台：陳宏瑋（第1作1季）→梁興昌（第1作2季）／港：劉奕希（TVB）；飾演者（慕容兵侍）－紀亞文
出生：1987年7月4日（17歲，巨蟹座）　血液：O型　身高：187cm　體重：82kg
大河內家的管家，隨身都會攜帶玫瑰當飾品或武器。非常喜歡錢，就像個雷達隨時都能感測到錢在何處。動畫版漢字表記。
※「冴」字在台灣國語發音為「ㄏㄨˋ」，同「冱」。粵語發音為「wu6（粵拼）」，同「冱」。
日比野文（配音員－日：阿澄佳奈／台：龍顯蕙（第1作）→雷碧文（第2作）／港：林元春）
1989年12月30日出生，15岁，身高149cm，体重39kg，血型O型。
漫畫158回登場的新角色，剛轉入白皇學園的一年級女生，未來的學生會長。數學很強，但其他項目卻很弱，個性有點少根筋且說話有點口無遮攔，曾經參加神社的問答大會。
是小颯出門三天時意外幫助過的對象（雖然當時沒有出場）。
夏露娜·阿拉姆吉爾（配音員－日：後藤沙緒里／台：汪世瑋／港：陳凱婷（TVB））
1990年2月10日出生，15歲，身高154cm，體重42kg，血型B型。
剛轉入白皇學園的一年級女生，來自印度，和日比野文是同班的好朋友。
劍野迦遊羅（配音員－日：日笠陽子／台：詹雅菁（劇場版）→雷碧文（第二作））
初登場在漫畫342話。
橘亘從白皇休學後，新轉入白皇的跳級生。
本人13歲，劍野迦遊羅在這出世至今的13年裡面，已看了10萬本漫畫，因此被小凪和小颯說是御宅族精英，和小凪相遇後也住進了紫之館，雖然入住了紫之館但本身並沒有住在紫之館裡面的任何一間房，反而是在院子裹搭帳篷生活，之所以住在院子裹是因為本人說習慣了住搭帳篷的生活，在公寓反而會住不慣，所以就住在院子了，但後來被小凪以天氣越來越熱有空調也不住真是十分之厲害的說話後就不住帳篷而住房間了（請見漫畫第343話），此後就給予小凪的漫畫不同方向的建議（可以說是顧問了）。
熱愛cosplay，她熱愛cosplay的程度已到達當人無精神和沮喪時就穿cosplay來打氣來回憶精神。
在紫之館中好像只有迦遊羅是不用付房租的租客（因是小凪在警察面前執番來，和因為是小凪的漫畫的顧問）。
父母是ACG愛好者，名字取自《鎧傳》女性角色「迦遊羅」。台版漫畫及劇場版輕小說在解說名字由來前曾譯作「劍野夏柚羅」。
動畫劇場版及第2作出場，譯為「劍野加由良」。

#### 教職員
桂雪路（Katsura Yukiji）
配音員－日：生天目仁美／台：馮嘉德（第1作）、詹雅菁（劇場版）、郭馨雅（第2作）／港：陸惠玲（TVB）
飾演者（桂雪鷺）－楊淇
出生：1976年11月10日（28歲，天蠍座）　血液：B型　身高：165cm　体重：49kg　
白皇學院的世界史教師，也是小颯與小凪就讀班級的級任導師，雛菊的親姊姊。
年輕時常常彈著吉他，不知為何在長大後轉向酒的懷抱。擔任教師的薪水常被拿來買酒喝，也常常向親戚朋友借錢，向雛菊借的4萬元尚未還清。
小時候被父母丟下8千萬的債務並遺棄她與雛菊，後來很神勇的跑去某個戰爭中國家偷咖啡豆還清債務。後被小學老師收養，成為桂家養女。有鑑於親生父母是借了高利貸才導致破產，即使手頭再拮据，雛菊仍強硬禁止她向高利貸借錢。
雖然在教學上教的淺顯易懂有條理，可是由於個性隨便亂來的緣故，有時候幫忙補課都會變得跟玩樂沒兩樣，正如平日也製造了許多麻煩事。不過學生會3人組的成績不及格時也常常幫她們補習。值班室被打造成她的住處，但在漫畫374集中，因為值班室變得混亂，因此葛葉桐加決定向桂收取每月4萬元的房租（和紫之館的租金一樣），因和紫之館一樣的租金，所以桂決定要入住紫之館，但因紫之館已沒房間，所以雛菊和颯決定幫手清潔值班室而令到葛葉桐加放棄加租，但在收拾的過程中，颯找到了雪路學生時代的相片，因此知道了雪路過去的美貌。
在牧村老師回白皇教書時曾一度被降為副班導師。
薰老師的青梅竹馬兼戀愛對象，本人也知道對方心意，但不肯認真交往。也有認真關心他人的一面，一般是在大事或雛菊的問題上。
薰京之介（Kaoru Kyōnosuke）
配音員－日：日野聰／台：李世揚（第1作、劇場版）、吳東原（第2作）／港：雷霆→蘇強文（TVB）
飾演者（金之介）－金勤
出生：1977年1月9日（28歲，摩羯座）　血液：A型　身高：166cm　體重：56kg　
白皇學院體育教師。從小就認識雪路，並暗戀她多年，但因雪路遲遲不肯開展感情而淪為提款機。
每天都在製作GUNDAM模型與玩遊戲，被雪路譏為二次元小白臉，確實也沒有多少人生目標和幻想。因為單身平凡的生活而有豐厚的儲蓄。
牧村志織
配音員－日：佐藤利奈／台：詹雅菁（第1作1季）、汪世瑋（第1作2季）／港：林元春（TVB））
出生：1982年10月20日（22歲，天秤座）　血液：B型　身高：156cm　體重：41kg
原是三千院家機械開發主任，漫畫中出現的機器人幾乎都是她開發的。白皇學院的高才畢業生，雖然是天才一個，但是辦事非常不牢靠，現在被指示回白皇教書。視雪路為很棒的前輩。
5年前是學生會副會長，同時也是學校第二名的天才（第一名是瑪麗亞）。
2年级开始，升任大小姐与小飒所在年级的年级主任。
葛葉霧香（Kuzuha Kirika）
配音員－日：豐口惠／台：姚敏敏／港：許盈（TVB）
在漫畫232話中，雛菊指出霧香為白皇五位理事之一，因雅典娜太过年轻，暂代执行理事长职权。
在動畫第1作為白皇学园的理事长。正常情况下有平常人三倍的战斗力，以吃甜食來补充体力，经常有些奇怪的策划案，白皇的麻烦制造者，并且似乎和自己的管家有百合倾向。
※台灣漫畫譯名「葛葉霧香」，電視版則同港版譯為「葛葉桐加」。

### 其他人物

#### 綾崎家
綾崎瞬（配音員－日：濱田賢二／台：李世揚／港：招世亮（TVB），演員－何篤霖（凌奇舜））
颯的父親。欠下了一億五千萬日幣的債務，落到父債子還的悲慘結局；曾有詐欺、竊盜前科。
於560話正式出現。
於逃走途中遭到初柴翡翠的襲擊，拋下妻子逃走途中遇到綾崎戰，被其痛毆。
颯的母親（配音員－日：村井每早／台：馮嘉德／港：雷碧娜（TVB），演員－郭靜純）
於561話正式出現。
因為她的關係，使得小凪和颯的關係更加惡化。
於逃走途中遭到初柴翡翠的襲擊，被丈夫拋下，生死不明。
綾崎戰
颯的哥哥，跟颯的年齡差距非常大，颯在念幼稚園的時候他已經國中。
額頭上有歪十字疤，十分關心弟弟。跟父母不同，非常好心，時常到處幫助他人。10年前颯從王城出來後把手上的王玉交了給他（雙方都不知道此物為何）。由於聽到雅典娜求助的聲音（是在拿到王玉後立刻聽到，可能與此有關）而順着方向前往了王城，也因身上有王玉而成功進入了王城，並幫助雅典娜從王城出來。後來回到家又出門，自此行蹤不明，直至凪一行人到海灘旅遊時才以女性打扮的型式出現在他們面前，王玉大祗也依然在他手中。
於最後一話遇上逃跑的父親瞬，將其痛毆。
和颯不同，是名有錢人，現在已經是在海灘中的酒店的主人。
（但失憶關係想不起來任何事情，唯獨非常有正義感沒有改變）
綾崎鈴音（配音員－日：遠藤綾／台：許淑嬪）
身分為小颯的祖母、綾崎瞬的母親。

#### 愛澤家
咲夜的父親（配音員－日：小西克幸／台：梁興昌／港：馮錦堂（TVB））
三十多歲，是三千院家的親戚。行為和搞笑方式都嚴重失格。
吉爾伯特·肯特（配音員－日：奈良徹／台：陳宏瑋（第1作）、吳東原（第2作）／港：梁志達（TVB））
咲夜的同父異母哥哥，其實是個私生子，為了得到三千院家的遺產而想奪取颯的性命。但本人相當倚賴科技，沒有真實力。
田（配音員－日：奈良徹／台：陳宏瑋／港：伍博民（TVB））
國枝（配音員－日：大須賀純／台：李世揚／港：何承駿（TVB））
愛澤家的兩位管家。經常二人一起行動。武器是日本刀（逆刃刀）。在身體內有著百寶袋似的空間，可以拿出各種物品。
為了替咲夜物色最適合她的女僕而經營女僕咖啡店。
愛澤日向（配音員－日：兒玉明日美／台：馮嘉德／港：陳凱婷（TVB））
咲夜的妹妹，10歲。
愛澤朝斗（配音員－日：恆松步／台：龍顯蕙／港：謝潔貞（TVB））
咲夜的弟弟，10歲。
愛澤夕華
咲夜的妹妹，8歲。未有在本編登場。
愛澤葉織
咲夜的妹妹，4歲。未有在本編登場。

#### 鷺之宮家
擁有超能力的女系家族。
鷺之宮初穗（配音員－日：平松晶子／台：龍顯蕙／港：蔡惠萍（TVB））
伊澄的媽媽，31歲。極度自我感覺良好。紫子的朋友。
鷺之宮九重（配音員－日：向井真理子／台：汪世瑋／港：林丹鳳（TVB））
伊澄的祖母，64歲。主要是身體機能退化。
鷺之宮銀華（配音員－日：金田朋子／台：馮嘉德／港：劉惠雲（TVB））
伊澄的曾祖母，91歲。從外觀看來比伊澄還幼小。常戴面具，養了30幾隻貓。
經常吸取他人血液以讓自己保持年輕，曾經為了要恢復伊澄的力量所以試圖要危害小颯的性命。
伊澄的管家群（配音員－日：日野聰、四宮豪、志村知幸／港：陳欣、李錦綸、何承駿（TVB））
主要工作為找尋迷路的伊澄，另外也會協助伊澄的除靈工作。
全部穿黑色西裝，配戴眼鏡和以日本刀作武器。對人的戰鬥力相當低。

#### 橘家
橘圓京（配音員－日：志村知幸／台：李世揚／港：林保全（TVB））
橘亘的祖父，已故，也是提出要亘入贅到三千院家的始作俑者。
身為橘家當家之主的他曾收留了貴島沙希與其祖母「貴島麗」擔任其女傭。
橘美琴
1974年8月22日出生，30歲，身高150cm，體重40kg，血型AB型。
橘亘的母亲，205话首次登場。
眼力很好，由三千院帝所教的賭博技術十分高超，目前為了要讓亘到美國陪他一起住所以跟沙希在拉斯維加斯的賭場賭博。
橘陽一
橘亘的父亲，也是橘圓京的婿養子。未有在本編登場。被妻子提到2年前遇到在关岛开火锅店。
一條二郎三郎
1972年7月10日出生，32歲，身高173cm，體重60kg，血型A型。
橘家的管家，蘿莉控。
貴島麗
貴島沙希的祖母，有「傳說中最強女僕」之稱。為了找尋失蹤的女兒兩夫婦（其實是自己忘記了她們去了哪裡）而與沙希二人一起走遍世界各地。在62歲的時候，當她們於撒哈拉沙漠快死的時候，被橘圓京救了。
沙希的母親
貴島麗的女兒，現在於上野地區居住。因為出場次數不多所以未有人物設定。

#### 其他角色家人
雪路及雛菊的養母（配音員－日：篠原惠美（第1作）、小林優子（第2作OVA）／台：龍顯蕙／港：謝潔貞（TVB））
本名不詳。在小颯寄住在桂家時非常中意他，甚至希望小颯當她女婿。
雪路及雛菊的養父（配音員－日：菊池正美）
本名不詳。似乎是雪路的小學老師。
瀨川斯金格
泉跟虎鐵的父親，在漫畫中是Sony的董事長，對女兒有過度愛護的情結。
名字來源為霍華德·斯金格。
西澤一樹（配音員－日：中尾衣里／台：姚敏敏／港：雷碧娜（TVB））
1991年6月16日生，13歲，血型A型。
西澤步的弟弟。一年前的春天遇到凪後對其一見鍾情，但察覺凪喜歡颯，就對颯有敵意之心。
瑪奇納
雅典娜的管家，戰鬥能力極強，並且相當能幹。很關心雅典娜，對她非常忠心。可變身成一條巨蛇，體內藏有一把當年綾崎戰救雅典娜所使用的劍·白櫻。喜歡吃漢堡，不會使用筷子，在雅典娜喪失了「天王州雅典娜」的力量和記憶而成為小孩子的模樣後曾有一段時間沒有再出現，在漫畫408話突然出現在咲夜的家。

#### 亞歷山馬可教堂
黎‧雷吉歐史達（配音員－日：諏訪部順一／台：梁興昌（第1作）、吳東原（第2作）／港：陳廷軒（TVB））
1月3日出生。死時82歲，身高175cm，體重60kg，血型B型。
綽號秋葉的Lord British，以前教會的神父，現在是幽靈。
有著御宅族一般的性格，對女僕有異常的執著，但被瑪利亞的腹黑嚇怕。
在漫畫第277話中，自身說了現在自己是附身在小颯身上的惡靈，因此也跟隨小颯去了紫之館住。
小颯是唯一肯定可以看見他的人，其他去過教會的人則有一定可能性可以看見他，現在可以看見神父的人有愛澤咲夜、伊澄和愛麗絲（天王州雅典娜）、日比野文以及球球，外表是神父年輕時的樣子但形態上算是個任性的小孩。現住在紫之館，有時跟伊澄一起（伊澄之所以能看見神父是因為伊澄本身是巫女和有靈力的人）。平時好像是和球球同房，但是自從琉加和西澤也住在紫之館，紫之館就沒有位給他和球球住，而颯這時就安排了在一樓澡堂上方二樓隱蔽的地方儲藏室給他和球球住，但去到儲藏室就發現了紫之館有十分令人在意的秘密後就開始去調整後在漫畫366話中發現了紫之館令他十分之在意的秘密。
索妮亞·夏弗拿茲（配音員－日：堀江由衣／台：姚敏敏（第1作）、龍顯蕙（第2作）／港：羅杏芝（TVB））
一個自稱是亞歷山馬可教堂修女，兼管家虎之穴教官的人。1986年2月1日出生，19歲，身高163cm，體重53kg，血型AB型。
其身份是被貌似三千院家管家的少年撃退的－前意大利西西里島黑手黨成員的女兒。出身於米克諾斯島的希臘人，能操流利日語。一開始訛稱自己是亞歷山馬可教堂的芙迪西亞修女，似乎只有修女這個身分是真的。
她的父親在暗殺三千院的任務中失敗後，當不成黑手黨，就去了日本展開廚師的修行，後來不幸在當地中河豚毒而過身。然而她卻無故把父親的死因，歸咎於毫無關係的三千院家。被橘亘說服而放棄了對三千院家的報復。
初次見面時的一身修女打扮，搭配短髮和圓形眼鏡造型，曾令颯產生美貌與智慧並重的神聖感。她一旦涉及到金錢和睡覺的問題就很容易失控。
由於對橘亘的特殊感情，與沙希彼此抱有敵意。
芙迪西亞・尼斯（配音員－日：前田敏子）
亞歷山馬可教堂(附送管家虎之穴)的真正修女。是位年過六十歲的傑尼斯的粉絲。
找伊澄幫忙驅除教堂的惡靈。

#### 其他
天之聲（配音員－日：若本規夫／台：李世揚／港：陳永信（TVB））
旁白。
在作品中擔任吐槽的角色，偶爾還會跟故事角色進行對話互動。
聖誕老人（Santa，配音員－日：志村知幸／台：陳宏瑋／港：招世亮（TVB））
常在颯想像出現的角色，常給颯一些無情的建議，在動畫中不時以路人角色出現。漫畫中暗示可能為三千院帝，同時也是把王玉交給年幼的小颯的人，因此小颯才能進入王城並和雅典娜相遇，該王玉後被小颯交了給戰。
小8（EITO，配音員－日：佐藤利奈／台：姚敏敏／港：鄭麗麗（TVB））
牧村所開發出來的機器管家，輕易將升級版的9號機器人擊敗，但在未改版成8.3版前破壞力強大，無法自我克制，因此多次被颯擊敗。之後成為牧村的男朋友兼同居恋人，不過聽說後來被甩了，並在221話以排球專家2000GT（量產型？）的身分協助基魯巴特搶奪颯的王玉，但全軍皆被颯和雛菊打敗。
加賀北斗（Kaga Hokuto）
配音員－日：平川大輔／台：梁興昌／港：李致林（TVB））
在銀杏商店街經營咖啡館，小颯、小凪、西澤以及雛菊等人在這家店打工。由於這家店是老闆個人興趣所開的，所以是虧本經營。
瑪亞（Maya，配音員－日：田村由香里／台：姚敏敏／港：陳琴雲（TVB））
凪在下田溫泉會館看到的外星人，其幽浮被鷺之宮家拿來當會館，後來成功回到外太空，在凪小時候畫的塗鴉有畫到瑪亞。似乎有可能是三千院紫子的化身。
足橋剛治（Ashibashi Gōji，配音員－日：小野坂昌也／港：黃啟昌（TVB））
在漫畫第13集登場，此角色影射作者畑健二郎的老師久米田康治。後來小凪想成為漫畫家，就請她到他的工作室參觀以及看她的原稿。曾被雪路以醉拳搭救過，對雪路抱有好感。
歐露姆斯多・娜佳（Orumuzuto Nadja，配音員－日：佐藤利奈（角色曲））
經常在單行本內封擔任主持人的角色，實為遭彌達斯王誘騙的神明，被其封印於王族庭院，與紫子和凪認識，指引紫子來到王族庭院並取走王族之力，後紫子因許願而使其回到庭院，結局中被釋放並交還姬神的壽命。
法仙夜空（Hōsen Yozora）
在小颯將球球送往紫之館的途中襲擊他的女子，在現場被小颯發現但沒有被懷疑，後來根據紫之館的訊息找到了小颯並寒暄過。應該也是能看到神父的人。
有特殊法力的人，實力有能和伊澄一戰的程度。為了奪取一張28代目的照片，在同人誌銷售會當天召喚了機器人對小颯發動攻擊，隨後又在琉加的演唱會後台對他下手，小颯最後把照片交還給她。另外她知道小凪把王玉毀壞的事情，並且因為此事而敵視小颯等人。
三千院家遺產的另一名繼承人初柴翡翠的女僕，協助翡翠奪取三千院家遺產以及「王族之力」。
真實身分是傳說中被彌達斯王變成黃金的女兒。
最後將法力施予翡翠後逝去。
彌達斯王
血型AB型，自己聲稱永遠的17歲，身高10M，體重不明。
寄宿在雅典娜身上的英靈，之前有被綾崎戰砍掉手臂，現在被颯擊敗，有一個女兒。名字來源為希臘神話中點石成金的國王彌達斯王。
南野宗谷（Minamino Sōya）
配音：日野聰（日本）；陳宏瑋（台灣）；李凱傑（TVB）（香港）
於漫畫版第37話及第75話登場。就讀於「潮見高校」，是西澤步的同學。據步所言，他非常擅長游泳，甚至會被稱為「披著人皮的魚」。
秋（Aki，配音：恆松步（日本）；梁少霞（TVB）（香港））
靜子（Shizuko，配音：小林由美子（日本）；陳琴雲（TVB）（香港））
上述兩者是貴島沙希在高中時期的同學。
人偶師蓋比特（配音：梅津秀行（日本）；馮錦堂（TVB）（香港））
為幽靈。因為生前無法嘗試穿上女裝，所以其強烈的願望化成詛咒，令附近最不幸的人穿上女裝。（因此害得颯穿上女裝）
哈米吉多頓（Armageddon，配音：銀河万丈）
日比野文養的一隻大型犬，喜歡巧克力螺旋麵包。
黑須醫生（Dr. Kurosu）
一位醫生，凪在跟琉加進行同人誌比賽前因為找不到靈感而需要到京都旅行，在途經北海道時卻迷路，在凪絕望時突然駛著汽車出現在凪面前，並應凪的請求送她到京都。
喜歡以300km/h的時速駕駛林寶堅尼在公路上飛馳。
曾醫治水蓮寺琉加因交通意外而受傷的父母
似乎知道小颯的哥哥綾崎戰之下落。
京橋代美（Kyōbashi Yomi）
14歲，初中三年級學生。熱愛園藝。於單行本第19卷第6話首次登場。
家人經營的「Mister園藝道」是三千院家平常購買肥料的地方，每逢假期就會幫忙處理店舖業務。
初登場就被凪誤會是颯的新對象，然而同日下午在新宿“伊○丹”的內衣部門選購胸罩時碰到了颯，隨即尷尬得落荒而逃，此舉令在場的凪又自行腦補成二人分手了。
JIM JIM MING MING（配音員－日：兄 - 浜田賢二（第1期）、小西克幸（第2期） 弟 - 日野聡（第1期）、鳥海浩輔（第2期）港 ：（TVB）兄 -李凱傑 弟 -張炳強）
綁架三千院凪失手被拘捕。第二季成功逃脫後，基於2人認為有本事聘請私女僕的影碟店舖老闆定必很富有，而打算綁架橘亙，過程中卻抓錯了當女僕的貴嶋沙希，最後被修女・索妮亞撃退。
吉魯巴多

##### 學園組
原作漫畫稱為学館組。各成員均手持日本武士刀。
大哥（Aniki，配音：白熊寬嗣（日本）；梁志達（香港 TVB））
流氓組織學園組成員。柏木的上司。
柏木（Kashiwaki，配音：奈良徹（日本）；陳宏瑋（台灣）；曹啟謙（香港 TVB））
流氓組織學園組成員。曾在動畫第27集被朝風理沙雇用，現在從事房屋買賣的工作。
小弟（配音：大須賀純（日本）；李錦綸（香港 TVB））
流氓組織學園組成員。

### 動畫版原創人物

#### 第1-2作
暮里诗音（配音員－日：井上麻里奈／台：龍顯蕙／港：郭碧珍（第1作）（Animax）、梁少霞（TVB））
葛叶的管家，女扮男裝。在她和葛叶之间，以及她和葛叶两人对于其他女性人物，有一样的百合倾向。表面看是个成年人，其实是个初中生。如果脫掉她穿的魔法靴子，她會由原本成年人的形象瞬間變成國中生的形象。
休密特·奧芬·巴哈（配音員－日：浪川大輔／台：李世揚／港：黃啟昌（TVB））
於動畫版第1季第18話登場，為「白皇島」的管家兼負責人，口頭禪為「Create」；常對白皇學院的教職員生惡作劇，並宣稱是「為了使你們留下暑假最美好的回憶」。
魔王（配音員－日：後藤邑子／台：汪世瑋／港：林元春（TVB））
於動畫版第1季第10話第一次登場，是動畫原創角色，全名「魔王・The・Great-Stygian・of・阿部（假）（マオウ・ザ・グレートステイジアン・オブ・阿部（仮））」，口頭語尾「迪瑪（ティマ）」，在單行本封面跟神爭奪主持人角色。之後在動畫版第1季第50話以的名字，為猜謎比賽的助手再次登場。
見切照雄（配音員－日：若本規夫／台：李世揚／港：陳永信（TVB））
於動畫版第1季第50話登場。是第4256届女子高校生超級猜謎比賽的主持兼旁白。

#### 第3-4作
鶇琉璃（配音員－日：井口裕香／台：許淑嬪）
於動畫版第3作登場人物，多莉的手下，為了得到黑椿而冒充小凪的妹妹。擅長西斯特瑪，甚至颯也會敗於她，但最終被颯用相揍技中的「踢腿拉臂出背摔」打敗。
漫畫之中也有出現,但是小止卻不認識她。
真·哈耶克（配音員－日：杉田智和／台：吳東原）
在動畫版第3作小凪的父親也是前管家，被帝認為是盜取祕寶黑椿的騙徒，三千院家之恥及污點。
在動畫中一直沒有現出樣貌，直到快完結才真正出現，外貌相當帥氣，小凪的眼睛的顏色和金髮是遺傳自哈耶克。
原是出身貧困的小偷，為盜取祕寶黑椿成名而來到三千院家，卻因此與不久於人世的紫子邂逅。
早在13年前在美國因交通意外而去世了，但在發生交通意外時因被黑椿刺中而和國王靈魂交換，因而一直被封印在黑椿而原本在黑椿中的國王就因此去世，其後因阿颯被刺中而和阿颯靈魂交換。
在最終晚中，為救小凪而再次使用黑椿令阿颯可以出來，其後就穿上女裝在舞台上唱歌為兩人祈禱，最在唱完之時終於和紫子重逢。
在第4季化身為黑椿的時計男，與紫子靈魂即將昇天之際仍對小凪放心不下，於是以託夢方式考驗小颯及週遭相關女孩。
志藤（配音員－日：箭內仁／台：吳東原）
於動畫版第3作登場人物，多莉的手下，外表是一頭烏鴉人，但其實是一名銀髮美男子。
十分之忠誠於多莉，並十分為其著想。
多莉（配音員－日：神田朱未／台：錢欣郁）
於動畫版第3作登場人物，外表是一個綠色頭髮的女人，想搶奪三千院家的黑椿，身體不能離開聖域太久不然肉體會崩毀，所以就派了志藤和琉璃找黑椿；本名叫「德律阿得斯」（希臘神話的森林仙女）其真面目是一個可怕的巨大樹妖。
深愛著一個國王，所以就使用黑椿幫國王把靈魂調換到年輕的肉體上讓國王永生不死。
浣熊（配音員－日：日高里菜／台：雷碧文）
小颯在黑椿裡遇到的精靈；跟小颯說黑椿給人好運的方式就是黑椿裡的靈魂穿上女裝在舞台上唱歌為他人祈禱。
在第3-4季大多以彩蛋形式出現。實為紫子化身，與哈耶克兩人靈魂即將昇天之際仍對小凪放心不下，以託夢方式考驗小颯及週遭相關女孩。

#### 劇場版
鈴音（配音員－日：遠藤綾／台：許淑嬪）
故事中造訪鄉下時，出現在小颯面前的神秘少女。使用幻術將小凪、學生會三人組及迦遊羅監禁在幻術製造的遊樂場當中。同時抹除掉來到鄉下的小颯一行人有關小凪的記憶。因關心小颯目前被債務束縛的生活，而給予小颯有1億5千萬日元的價值以上的鑽石原石，要求其辭去管家一職，但因其手段稍為偏激，是在於小颯非自願的情況下所做的，因此可說是本劇場版的反派角色。
其真實身分為小颯的祖母、綾崎瞬的母親的思念體（魂魄？）。使用幻術做出過去與小颯一起去過的遊樂場，而此事也成為小颯和她的最後回憶。

## 出版書籍

### 單行本
- 有「*」者為初回限定版

| 集數 | 小學館                   | 小學館         | 天下出版                | 天下出版       | 尖端出版                | 尖端出版       |
| 集數 | ISBN                     | 發售日期       | ISBN                    | 發售日期       | EAN                     | 發售日期       |
| ---- | ------------------------ | -------------- | ----------------------- | -------------- | ----------------------- | -------------- |
| 0    | ISBN 978-409-123-736-1   | 2012年5月18日  | ISBN 978-988-810-052-1  | 2012年11月28日 | EAN 4717702252939       | 2013年2月20日  |
| 1    | ISBN 978-4-09-127271-3   | 2005年2月18日  | ISBN 978-988-207-626-6  | 2005年11月21日 | EAN 4710614379411       | 2005年10月7日  |
| 2    | ISBN 978-4-09-127272-0   | 2005年6月16日  | ISBN 978-988-207-632-7  | 2005年12月29日 | EAN 4717702201043       | 2006年1月10日  |
| 3    | ISBN 978-4-09-127273-7   | 2005年8月8日   | ISBN 978-988-207-633-4  | 2006年2月23日  | EAN 4717702202842       | 2006年4月4日   |
| 4    | ISBN 978-4-09-127274-4   | 2005年11月18日 | ISBN 978-988-207-757-7  | 2006年3月14日  | EAN 4717702203894       | 2006年6月6日   |
| 5    | ISBN 978-4-09-120030-3   | 2006年1月14日  | ISBN 978-988-207-758-4  | 2006年5月4日   | EAN 4717702205409       | 2006年8月10日  |
| 6    | ISBN 978-4-09-120128-7   | 2006年3月17日  | ISBN 978-988-215-005-8  | 2006年6月22日  | EAN 4717702206079       | 2006年9月12日  |
| 7    | ISBN 978-4-09-120417-2   | 2006年6月16日  | ISBN 978-988-215-089-8  | 2006年9月4日   | EAN 4717702207113       | 2006年12月5日  |
| 8    | ISBN 978-4-09-120580-3   | 2006年9月15日  | ISBN 978-988-215-179-6  | 2006年11月27日 | EAN 4717702208165       | 2007年1月11日  |
| 9    | ISBN 978-4-09-120696-1   | 2006年12月16日 | ISBN 978-988-215-248-9  | 2007年2月8日   | EAN 4717702209438       | 2007年3月16日  |
| 10   | ISBN 978-4-09-121007-4   | 2007年2月16日  | ISBN 978-988-215-298-4  | 2007年4月28日  | EAN 4717702211219       | 2007年6月22日  |
| 11   | ISBN 978-4-09-121029-6   | 2007年4月18日  | ISBN 978-988-215-350-9  | 2007年6月28日  | EAN 4717702214234       | 2007年9月12日  |
| 12   | ISBN 978-4-09-159049-7 * | 2007年7月18日  | ISBN 978-988-215-448-3  | 2007年10月3日  | EAN 4717702215767       | 2007年12月14日 |
| 12   | ISBN 978-4-09-121157-6   | 2007年7月18日  | ISBN 978-988-215-448-3  | 2007年10月3日  | EAN 4717702215767       | 2007年12月14日 |
| 13   | ISBN 978-4-09-121197-2   | 2007年10月18日 | ISBN 978-988-215-531-2  | 2008年1月4日   | EAN 4717702217617       | 2008年2月13日  |
| 14   | ISBN 978-4-09-121268-9   | 2008年1月12日  | ISBN 978-988-215-628-9  | 2008年4月24日  | EAN 4717702219819       | 2008年8月18日  |
| 15   | ISBN 978-4-09-121338-9   | 2008年4月18日  | ISBN 978-988-215-707-1  | 2008年8月12日  | EAN 4717702222598       | 2008年12月19日 |
| 16   | ISBN 978-4-09-121427-0   | 2008年7月11日  | ISBN 978-988-215-782-8  | 2008年10月21日 | EAN 4717702224431       | 2009年4月13日  |
| 17   | ISBN 978-4-09-121479-9   | 2008年10月17日 | ISBN 978-988-215-870-2  | 2009年2月23日  | EAN 4717702225322       | 2009年6月12日  |
| 18   | ISBN 978-4-09-121566-6   | 2009年1月16日  | ISBN 978-988-215-917-4  | 2009年4月23日  | EAN 4717702226770       | 2009年8月15日  |
| 19   | ISBN 978-4-09-121895-7   | 2009年4月17日  | ISBN 978-988-8029-21-1  | 2009年7月24日  | EAN 4717702228156       | 2009年11月13日 |
| 20   | ISBN 978-4-09-121698-4   | 2009年7月17日  | ISBN 978-988-8029-60-0  | 2009年9月28日  | EAN 4717702229238       | 2010年1月27日  |
| 21   | ISBN 978-4-09-121779-0   | 2009年10月16日 | ISBN 978-988-8030-55-2  | 2010年1月23日  | EAN 4717702231736       | 2010年5月7日   |
| 22   | ISBN 978-4-09-122135-3   | 2010年1月16日  | ISBN 978-988-8031-27-6  | 2010年5月11日  | EAN 4717702232696       | 2010年7月27日  |
| 22   | ISBN 978-4-09-159071-8*  | 2010年1月16日  | ISBN 978-988-8031-27-6  | 2010年5月11日  | EAN 4717702232702*      | 2010年7月27日  |
| 23   | ISBN 978-4-09-122256-5   | 2010年4月16日  | ISBN 978-988-8032-38-9  | 2010年8月5日   | EAN 4717702235499       | 2010年11月19日 |
| 24   | ISBN 978-4-09-122257-2   | 2010年4月16日  | ISBN 978-988-8032-90-7  | 2010年9月24日  | EAN 4717702235505       | 2010年11月19日 |
| 25   | ISBN 978-4-09-122512-2   | 2010年8月18日  | ISBN 978-988-8033-73-7  | 2011年1月4日   | EAN 4717702237141       | 2011年2月9日   |
| 26   | ISBN 978-4-09-122659-4   | 2010年11月18日 | ISBN 978-988-8096-45-9  | 2011年3月30日  | EAN 4717702239725       | 2011年5月13日  |
| 26   | ISBN 978-4-09-159083-1*  | 2010年11月18日 | ISBN 978-988-8096-45-9  | 2011年3月30日  | EAN 4717702239732*      | 2011年5月13日  |
| 27   | ISBN 978-4-09-122781-2   | 2011年2月18日  | ISBN 978-988-8097-27-2  | 2011年6月27日  | EAN 4717702241797       | 2011年8月11日  |
| 27   | ISBN 978-4-09-159090-9*  | 2011年2月18日  | ISBN 978-988-8097-27-2  | 2011年6月27日  | EAN 4717702241803*      | 2011年8月11日  |
| 28   | ISBN 978-4-09-122870-3   | 2011年5月17日  | ISBN 978-988-8097-48-7  | 2011年8月5日   | EAN 4717702243883       | 2011年11月30日 |
| 28   | ISBN 978-4-09-941710-9*  | 2011年5月17日  | ISBN 978-988-8097-48-7  | 2011年8月5日   | EAN 4717702243890*      | 2011年11月30日 |
| 29   | ISBN 978-4-09-123215-1   | 2011年8月10日  | ISBN 978-988-8098-27-9  | 2011年11月2日  | EAN 4717702245528       | 2012年2月2日   |
| 29   | ISBN 978-4-09-941703-1*  | 2011年8月10日  | ISBN 978-988-8098-27-9  | 2011年11月2日  | EAN 4717702245528       | 2012年2月2日   |
| 30   | ISBN 978-4-09-123320-2   | 2011年10月18日 | ISBN 978-988-8098-66-8  | 2012年1月20日  | EAN 4717702247669       | 2012年5月4日   |
| 30   | ISBN 978-4-09-159105-0*  | 2011年10月18日 | ISBN 978-988-8098-66-8  | 2012年1月20日  | EAN 4717702247669       | 2012年5月4日   |
| 31   | ISBN 978-4-09-123438-4   | 2011年12月16日 | ISBN 978-988-8099-07-8  | 2012年5月16日  | EAN 4717702249908       | 2012年8月10日  |
| 31   | ISBN 978-4-09-941728-4*  | 2011年12月16日 | ISBN 978-988-8099-07-8  | 2012年5月16日  | EAN 4717702249908       | 2012年8月10日  |
| 32   | ISBN 978-4-09-123666-1   | 2012年5月18日  | ISBN 978-988-8099-99-3  | 2012年8月23日  | EAN 4717702252939       | 2013年2月12日  |
| 32   | ISBN 978-4-09-941744-4*  | 2012年5月18日  | ISBN 978-988-8099-99-3  | 2012年8月23日  | EAN 4717702252939       | 2013年2月12日  |
| 33   | ISBN 978-4-09-123798-9   | 2012年9月18日  | ISBN 978-988-810-054-5  | 2013年1月25日  | EAN 4717702254575       | 2013年5月11日  |
| 34   | ISBN 978-4-09-123888-7   | 2012年10月18日 | ISBN 978-988-810-085-9  | 2013年3月8日   | EAN 4717702255626       | 2013年8月16日  |
| 34   | ISBN 978-4-09-159131-9*  | 2012年10月18日 | ISBN 978-988-810-085-9  | 2013年3月8日   | EAN 4717702255633*      | 2013年8月16日  |
| 35   | ISBN 978-4-09-124030-9   | 2013年1月18日  | ISBN 978-988-821-322-1  | 2013年5月7日   | EAN 4717702256876       | 2013年11月6日  |
| 35   | ISBN 978-4-09-159140-1*  |                | ISBN 978-988-821-322-1  | 2013年5月7日   | EAN 4717702256876       | 2013年11月6日  |
| 36   | ISBN 978-4-09-124207-5   | 2013年3月18日  | ISBN 978-988-8213-74-0  | 2013年8月21日  | EAN 4717702257293       | 2013年12月19日 |
| 36   | ISBN 978-4-09-941811-3*  | 2013年3月18日  | ISBN 978-988-8213-74-0  | 2013年8月21日  | EAN 4717702257293       | 2013年12月19日 |
| 37   | ISBN 978-4-09-124316-4   | 2013年6月18日  | ISBN 978-988-8214-07-5  | 2013年10月25日 | EAN 4717702258603       | 2014年2月7日   |
| 37   | ISBN 978-4-09-159154-8*  | 2013年6月18日  | ISBN 978-988-8214-07-5  | 2013年10月25日 | EAN 4717702258610*      | 2014年2月7日   |
| 38   | ISBN 978-4-09-124379-9   | 2013年9月18日  | ISBN 978-988-8214-39-6  | 2013年11月28日 | EAN 4717702260033       | 2014年5月9日   |
| 38   | ISBN 978-4-09-159163-0*  | 2013年9月18日  | ISBN 978-988-8214-39-6  | 2013年11月28日 | EAN 4717702260040*      | 2014年5月9日   |
| 39   | ISBN 978-4-09-124510-6   | 2013年12月18日 | ISBN 978-988-8214-55-6  | 2014年2月26日  | EAN 4717702261047       | 2014年8月8日   |
| 39   | ISBN 978-4-09-159175-3*  | 2013年12月18日 | ISBN 978-988-8214-55-6  | 2014年2月26日  | EAN 4717702261054*      | 2014年8月8日   |
| 40   | ISBN 978-4-09-124578-6   | 2014年3月18日  | ISBN 978-988-8214-84-6  | 2014年6月17日  | EAN 4717702262648       | 2014年11月24日 |
| 40   | ISBN 978-4-09-159188-3*  | 2014年3月18日  | ISBN 978-988-8214-84-6  | 2014年6月17日  | EAN 4717702262655*      | 2014年11月24日 |
| 41   | ISBN 978-4-09-124665-3   | 2014年6月18日  | ISBN 978-988-8215-13-3  | 2014年10月30日 | EAN 4717702264406       | 2015年2月12日  |
| 41   | ISBN 978-4-09-941828-1*  | 2014年6月18日  | ISBN 978-988-8215-13-3  | 2014年10月30日 | EAN 4717702264406       | 2015年2月12日  |
| 42   | ISBN 978-4-09-125104-6   | 2014年9月18日  | ISBN 978-988-8215-42-3  | 2015年2月17日  | EAN 4717702266899       | 2015年6月9日   |
| 42   | ISBN 978-4-09-941830-4*  | 2014年9月18日  | ISBN 978-988-8215-42-3  | 2015年2月17日  | EAN 4717702266899       | 2015年6月9日   |
| 43   | ISBN 978-4-09-125397-2   | 2014年12月18日 | ISBN 978-988-8215-62-1  | 2015年6月4日   | EAN 4717702267186       | 2015年8月11日  |
| 43   | ISBN 978-4-09-941829-8*  | 2014年12月18日 | ISBN 978-988-8215-62-1  | 2015年6月4日   | EAN 4717702267186       | 2015年8月11日  |
| 44   | ISBN 978-4-09-125677-5   | 2015年3月18日  | ISBN 978-988-8215-85-0  | 2015年9月12日  | EAN 4717702268558       | 2015年9月18日  |
| 44   | ISBN 978-4-09-159204-0*  | 2015年3月18日  | ISBN 978-988-8215-85-0  | 2015年9月12日  | ISBN 978-957-106-104-7* | 2015年9月18日  |
| 45   | ISBN 978-4-09-125850-2   | 2015年6月18日  | ISBN 978-988-8215-99-7  | 2015年12月9日  | ISBN 978-957-106-355-3  | 2016年2月18日  |
| 45   | ISBN 978-4-09-159209-5*  | 2015年6月18日  | ISBN 978-988-8215-99-7  | 2015年12月9日  | ISBN 978-957-106-355-3  | 2016年2月18日  |
| 46   | ISBN 978-4-09-126230-1   | 2015年9月18日  | ISBN 978-988-8216-369   | 2016年5月27日  | ISBN 978-957-106-615-8  | 2016年6月7日   |
| 46   | ISBN 978-4-09-159218-7*  | 2015年9月18日  | ISBN 978-988-8216-369   | 2016年5月27日  | ISBN 978-957-106-615-8  | 2016年6月7日   |
| 47   | ISBN 978-4-09-126498-5   | 2016年2月18日  | ISBN 978-957-106-679-0  | 2016年8月      | ISBN 978-957-106-679-0  | 2016年8月16日  |
| 47   | ISBN 978-4-09-941867-8*  | 2016年2月18日  | ISBN 978-957-106-679-0  | 2016年8月      | ISBN 978-957-106-679-0  | 2016年8月16日  |
| 48   | ISBN 978-4-09-127136-5   | 2016年5月18日  |                         |                | EAN 4712966351329       | 2017年2月7日   |
| 48   | ISBN 978-4-09-159230-9*  | 2016年5月18日  | ISBN 978-957-107-100-8* |                |                         | 2017年2月7日   |
| 49   | ISBN 978-4-09-127406-9   | 2016年10月18日 |                         |                | EAN 4712966352302       | 2017年8月10日  |
| 49   | ISBN 978-4-09-159238-5*  | 2016年10月18日 | ISBN 978-957-107-538-9* |                |                         | 2017年8月10日  |
| 50   | ISBN 978-4-09-127502-8   | 2017年2月17日  |                         |                | EAN 4712966353040       | 2017年10月17日 |
| 50   | ISBN 978-4-09-159241-5*  | 2017年2月17日  | ISBN 978-957-107-678-2* |                |                         | 2017年10月17日 |
| 51   | ISBN 978-4-09-127571-4   | 2017年6月16日  |                         |                | ISBN 978-957-107-783-3  | 2017年12月1日  |
| 51   | ISBN 978-4-09-159245-3*  | 2017年6月16日  | EAN 4712966353187*      |                |                         | 2017年12月1日  |
| 52   | ISBN 978-4-09-127619-3   | 2017年6月16日  |                         |                | ISBN 978-957-107-784-0  | 2017年12月1日  |
| 52   | ISBN 978-4-09-159246-0*  | 2017年6月16日  | EAN 4712966353194*      |                |                         | 2017年12月1日  |

### 完全版
| 集數 | 小學館                 | 小學館         | 玉皇朝 | 玉皇朝   |
| 集數 | ISBN                   | 發售日期       | ISBN   | 發售日期 |
| ---- | ---------------------- | -------------- | ------ | -------- |
| 1    | ISBN 978-409-852-537-9 | 2023年6月16日  |        |          |
| 2    | ISBN 978-409-123-736-1 | 2023年6月16日  |        |          |
| 3    | ISBN 978-409-852-664-2 | 2023年7月18日  |        |          |
| 4    | ISBN 978-409-852-802-8 | 2023年7月18日  |        |          |
| 5    | ISBN 978-409-852-803-5 | 2023年8月18日  |        |          |
| 6    | ISBN 978-409-852-804-2 | 2023年8月18日  |        |          |
| 7    | ISBN 978-409-852-886-8 | 2023年9月15日  |        |          |
| 8    | ISBN 978-409-852-887-5 | 2023年11月17日 |        |          |
| 9    | ISBN 978-409-852-888-2 | 2023年12月18日 |        |          |
| 10   | ISBN 978-409-853-071-7 | 2024年1月18日  |        |          |
| 11   | ISBN 978-409-853-072-4 | 2024年2月16日  |        |          |
| 12   | ISBN 978-409-853-288-9 | 2024年3月18日  |        |          |
| 13   | ISBN 978-409-853-290-2 | 2024年4月17日  |        |          |
| 14   | ISBN 978-409-853-396-1 | 2024年6月18日  |        |          |
| 15   | ISBN 978-409-853-586-6 | 2024年7月18日  |        |          |
| 16   | ISBN 978-409-853-630-6 | 2024年8月17日  |        |          |
| 17   | ISBN 978-409-853-678-8 | 2024年10月18日 |        |          |
| 18   | ISBN 978-409-853-769-3 | 2024年11月18日 |        |          |

爆笑管家工作日誌之前／旋風管家！之前（畑健二郎初期作品集 ハヤテのごとく!の前）
內容大部份與原作完全無關，是畑健二郎在成名前的作品集，收錄了兩個主題不同的故事。
| 集數 | 小學館        | 小學館                 | 天下出版      | 天下出版 | 尖端出版      | 尖端出版          |
| 集數 | 發售日期      | ISBN                   | 發售日期      | ISBN     | 發售日期      | EAN               |
| ---- | ------------- | ---------------------- | ------------- | -------- | ------------- | ----------------- |
| 1    | 2010年8月18日 | ISBN 978-4-09-122513-9 | 2011年5月19日 |          | 2011年5月20日 | EAN 4717702239718 |

## 改編作品

### 輕小說
由Gagaga文庫發售輕小說，築地俊彥著，原作者畑健二郎插畫。
2009年8月18日由Gagaga文庫發售輕小說《旋風管家！SS 超精選大作戰！！（ハヤテのごとく!SS 超アンソロジー大作戦!!）》。築地俊彥、新井輝、長野聖樹、七月隆文、水城正太郎著，畑健二郎、兔塚英志、狗神煌、博插畫。
| 集數 | 日文標題 | 中文標題                                                       | 小學館         | 小學館                 | 尖端出版       | 尖端出版               | 插畫                                  |
| 集數 | 日文標題 | 中文標題                                                       | 發行日期       | ISBN                   | 發行日期       | ISBN                   | 插畫                                  |
| ---- | -------- | -------------------------------------------------------------- | -------------- | ---------------------- | -------------- | ---------------------- | ------------------------------------- |
| 1    |          | 旋風管家！ 在放春假的白皇學院裡，我看到了夢幻的三千院凪 by小颯 | 2007年5月24日  | ISBN 978-4-09-451009-6 | 2008年8月13日  | ISBN 978-957-10-3911-4 | 畑健二郎                              |
| 2    |          | 旋風管家！2 小凪是使魔！？放手一搏吧☆征服世界                  | 2008年3月18日  | ISBN 978-4-09-451056-0 | 2008年12月19日 | ISBN 978-957-10-3975-6 | 畑健二郎 兔塚英志 白身魚 （村田太一） |
| 3    |          | 旋風管家！3 立志成為熱情的創作者！這就是三千院凪的作風         | 2008年11月18日 | ISBN 978-4-09-451056-0 | 2010年1月27日  | ISBN 978-957-10-4217-6 | 畑健二郎 兔塚英志 狗神煌 博           |
| 4    |          | 旋風管家！SS 超精選大作戰！！                                  | 2009年8月18日  | ISBN 978-4-09-451156-7 |                |                        | 畑健二郎 兔塚英志 狗神煌 博           |

### 電視劇
2010年8月31日，台灣八大電視宣布將改編「旋風管家」成為真人偶像劇，已確定將由韓星朴信惠飾演三千院凪，並由台灣的胡宇崴演出綾崎颯，其他角色則由李毓芬、武虎將邵翔、武虎將班傑、武虎將寺唯宏正等人主演，電視劇在2010年10月初開拍，2011年6月播出。
作為原作漫畫『旋風管家』作者的畑健二郎老師在獲悉了台灣方面製作真人版的消息之後，更是看著知名演員胡宇崴和樸信惠的照片說道：「其實一年前台灣方面就跟我達成了真人電視劇化的版權等協議，但是這部真人版的『旋風管家』是完全由台灣自己製作，面向台灣觀眾的電視劇，和我們日本沒有關係更不會在日本播出」。

### 游戏
- 《旋風管家》NDS用游戏 《我就是罗密欧，罗密欧就是我》（ボクがロミオでロミオがボクで） 於2007年8月23日發售，並發售捆綁於此遊戲的廣播劇CD。[參⁠ 106]
- 《旋風管家》NDS用游戏 《大小姐培育作戰》（お嬢様プロデュース大作戦 ボク色にそまれっ!） 科樂美數位娛樂2008年3月14日發售。[參⁠ 107]
- 《旋風管家》PSP用游戏 《噩梦天国》（ナイトメアパラダイス）於2009年3月26日發售。[參⁠ 108]

## 外部連結
- （日語） 週刊少年Sunday的介紹網站 （页面存档备份，存于）
- （日語） 旋風管家官方網站 （页面存档备份，存于）
- （日語）
- （繁體中文） 香港電視大典：爆笑管家 （页面存档备份，存于）